# Del mio meglio n. 8
| Оценки критиков | Оценки критиков |
| Источник        | Оценка          |
| --------------- | --------------- |
| Ciao 2001       | без оценки      |

Del mio meglio n. 8 (также издавался под названием Del mio meglio numero otto) — сборник итальянской певицы Мины, выпущенный в 1985 году на лейбле PDU.

## Об альбоме
Этот альбом — восьмая часть из серии сборников «Del mio meglio». Сюда вошли песни, записанные Миной с 1972 по 1982 годы (из альбомов Cinquemilaquarantatre, Altro, Attila, Kyrie, Salomè, Italiana и Catene).
Релиз альбома состоялся в мае 1985 года. Как и в случае с предыдущей частью сборника, данный альбом был выпущен как отдельно, так и в виде бокс-сета, включающего все части серии. В 2001 году альбом также подвергся ремастерингу и был переиздан лейблом EMI. В том же году альбом был переиздан в бокс-сете со всеми девятью частями, в 2006 году с новой десятой частью в бокс-сете с книгой «Disegnata, fotografata».

## Список композиций
| №  | Название                 | Автор(ы)                         | Длительность |
| -- | ------------------------ | -------------------------------- | ------------ |
| 1. | «Se il mio canto sei tu» | Паола Бланди, Беппе Кантарелли   | 4:23         |
| 2. | «Walk On By»             | Хэл Дэвид, Берт Бакарак          | 8:25         |
| 3. | «Magica follia»          | Андреа Ло Веккьо                 | 3:54         |
| 4. | «Io ti amavo quando»     | Кэрол Кинг, Паоло Лимити         | 4:20         |
| 5. | «I giorni dei falò»      | Джорджо Калабрезе, Джеймс Тейлор | 2:20         |

| №  | Название                | Автор(ы)                               | Длительность |
| -- | ----------------------- | -------------------------------------- | ------------ |
| 1. | «Voglio stare bene»     | Симон Лука                             | 3:22         |
| 2. | «Tu sarai la mia voce»  | Витторио Де Скальци, Джино Ванелли     | 4:55         |
| 3. | «Buonanotte buonanotte» | Клара Вистарини, Фабио Массимо Кантини | 5:07         |
| 4. | «Che novità»            | Фирмо Риццини, Руди Меледандри         | 4:54         |
| 5. | «Già visto»             | Массимилиано Пани, Чельсо Валли        | 5:12         |